# Ignudi fra i nudisti
(Dal testo della canzone)
Ignudi fra i nudisti è il secondo singolo estratto dall'album Studentessi degli Elio e le Storie Tese.
Il brano vede la partecipazione vocale della cantante Giorgia.
Il videoclip, uscito il 17 giugno 2008, è stato realizzato dalla Shortcut Productions, i cui componenti compaiono in alcune scene.

## Descrizione
In realtà, Ignudi fra i nudisti è una versione al contrario di Suspicious Minds di Elvis Presley: la base musicale è identica all'originale al contrario e anche il testo, pur essendo completamente diverso come significato, è stato composto straordinariamente somigliante all'originale rovesciato grazie allo sfruttamento di parole omofone fra l'italiano e l'inglese.
Tutto ciò è anche suggerito nella traccia stessa dagli autori per il fatto che, all'inizio e dopo i ritornelli, compaiono alcune note del brano di Vasco Rossi Rewind, che significa "riavvolgimento"; inoltre, Elio canta imitando la voce di Elvis Presley e, nella parte lenta, assume una parlata tipica delle voci rovesciate.

## Curiosità
Nella scena di inizio video, quando marito e moglie nel letto litigano per il telecomando cambiando in continuazione canale, la voce che si sente in televisione è di Maccio Capatonda, il quale ha diretto e partecipato (insieme a Ivo Avido e Herbert ballerina) al videoclip stesso. Inoltre, a metà del video, si vede il vecchietto del video di Parco Sempione (interpretato da Elio) che guarda incuriosito il video.